# Michelle Pearson
Michelle Pearson (22 aprile 1964) è un'ex nuotatrice australiana.
Specializzata nello stile libero e nei misti ha vinto la medaglia di bronzo nei 200 m misti alle Olimpiadi di Los Angeles 1984.

## Palmarès
- Giochi olimpici

Los Angeles 1984: bronzo nei 200 m misti.
- Giochi PanPacifici

1985 - Tokyo: oro nei 200 m misti.